# Escena (percepción)
En el campo de la percepción, una escena es información que puede fluir de un ambiente físico al sistema de percepción vía transducción sensorial. 
Un sistema perceptual está diseñado para interpretar escenas.
Ejemplos de estas escenas incluyen:
- Imágenes fijas
- Imágenes binoculares fijas
- Imágenes en movimiento (películas)
- Sonidos del ambiente local (grabaciones de audio)
- Propiedades táctiles del ambiente local

Una escena natural es una escena que un sistema perceptivo normalmente encontraría en un modo de operación natural. Por lo tanto, un área de investigación muy relevante son las estadísticas de escenas naturales.